# Сегар, Марк
Марк Александр Сегар (2 апреля 1974 — декабрь 1997) — британский писатель

, автор книг и лекций по аутизму и синдрому Аспергера. Имея сам этот синдром, он написал своеобразное «руководство по выживанию» для улучшения качества жизни аутичных людей в неаутичном мире. Его работы, ставшие популярными в начале девяностых, предлагают взгляд на это состояние изнутри. 
Марк Сегар получил высшее образование в области биохимии и умер в результате дорожно-транспортного происшествия. Однако в других источниках говорится о самоубийстве.

## Работы
- Руководство по выживанию для людей с синдромом Аспергера (на английском)